# برک‌فوردو
بِرِک‌فوردو (به مجاری:  Berekfürdő) یک منطقهٔ مسکونی در مجارستان است که در ناحیه کارتساگ واقع شده‌است. برک‌فوردو ۱۸٫۵۷ کیلومتر مربع مساحت و ۱٬۰۱۰ نفر جمعیت دارد.